# 지쿠고후나고야역
지쿠고후나고야역(일본어: 筑後船小屋駅)은 일본 후쿠오카현 지쿠고시에 위치한 규슈 여객철도 소속의 철도역이며, 규슈 신칸센, 가고시마 본선의 정차역이다. 인근에 후나고야 온천, 신후나고야 온천, 나카노시마 공원이 있다.
승강장 구조로는 신칸센 2면 3선, 가고시마 본선 2면 2선이다.

## 승강장
| 1  | ■ 가고시마 본선 | (하행) | 세타카・오무타・구마모토 방면       |
| 2  | ■ 가고시마 본선 | (상행) | 구루메・하카타・고쿠라・모지 항방면 |
| 11 | 규슈 신칸센     | (상행) | 하카타・히로시마・신오사카 방면     |
| 12 | 규슈 신칸센     | (하행) | 구마모토・가고시마 중앙 방면        |

## 인접역
| 규슈 신칸센                  | 규슈 신칸센                                  | 규슈 신칸센                 |
| ---------------------------- | -------------------------------------------- | --------------------------- |
| 구루메 하카타 방면           | ■ 규슈 신칸센                                | 신오무타 가고시마 중앙 방면 |
| 나가사키 본선                |                                              |                             |
| 하이누즈카 도스・하카타 방면 | ■ 쾌속 ■ 준쾌속 ■쾌속 구마모토 라이너 ■ 보통 | 세타카 가고시마 방면        |

## 역 주변
- 후나고야 온천
- 신후나고야 온천
- 나카노시마 공원

## 같이 보기
- 니시큐슈 신칸센